# Municipio de Emiliano Zapata (Veracruz)
El municipio de Emiliano Zapata es uno de los 212 municipios del estado de Veracruz, México. Su cabecera municipal es la localidad de Dos Ríos. El municipio es parte de la Zona metropolitana de Xalapa.

## Toponimia
El nombre del municipio honra al revolucionario mexicano Emiliano Zapata.

## Geografía física

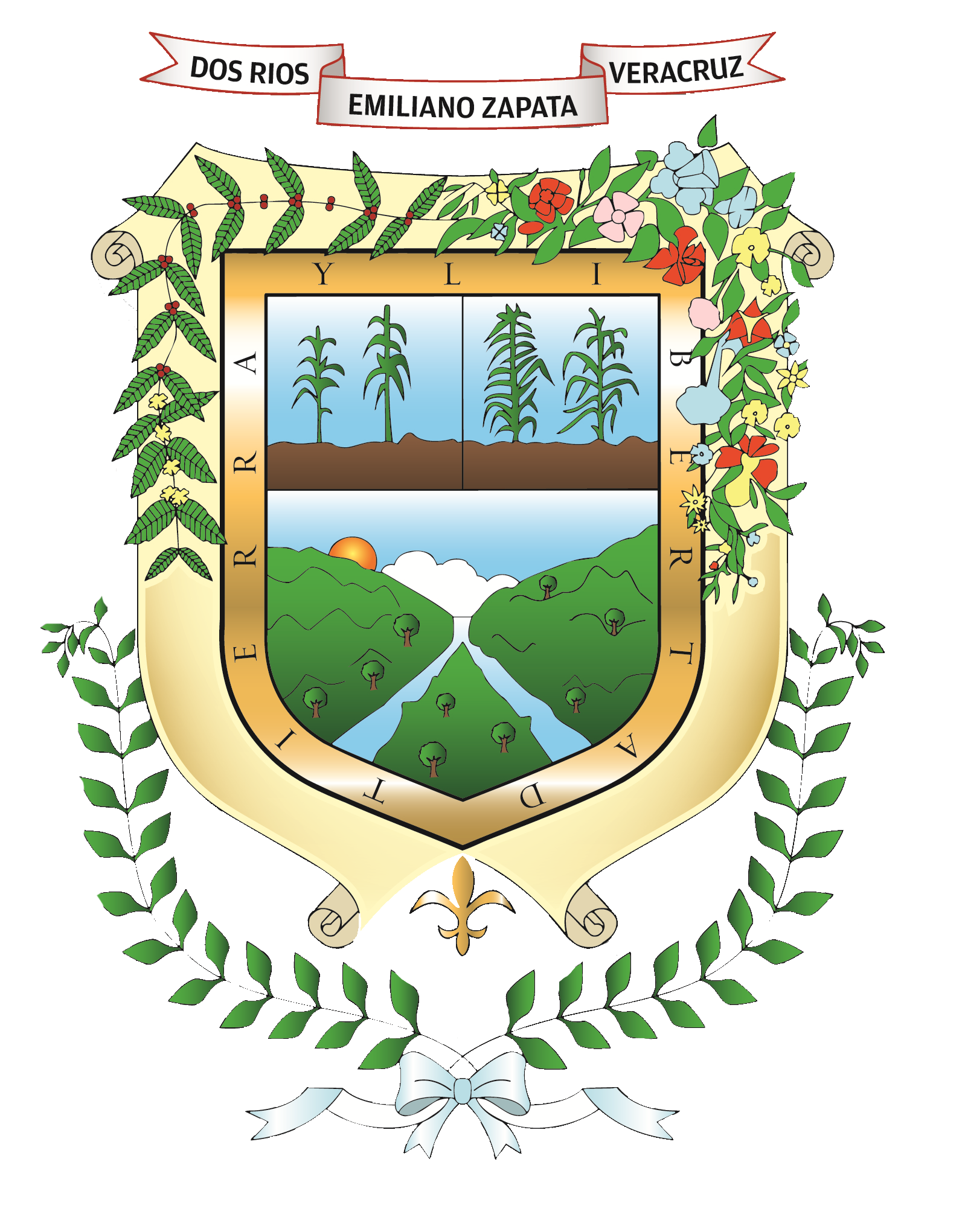
Escudo de armas de Dos Ríos

### Ubicación
El municipio se encuentra ubicado en la zona central del estado de Veracruz en la región de la Capital. Dos Ríos, la cabecera municipal, cuenta con una altura de 940 m s. n. m. El municipio lo conforman 132 localidades en las cuales habitan 49 476 personas.
Sus límites son:
Norte: Actopan y Xalapa.
Sur: Apazapan y Puente Nacional.
Este: Actopan.
Oeste: Coatepec y Jalcomulco.

### Clima
Su clima es templado-húmedo-regular con una temperatura promedio de 25.2 °C.; su precipitación pluvial media anual es de 2,779.1 milímetros.

### Orografía
El municipio se encuentra ubicado en la zona central del estado, sobre las estribaciones últimas del Cofre de Perote. Su suelo es variado, pues presenta conjuntos de valles, barrancas no muy profundas como las de Corral Falso y las de Cerro Gordo, la cuesta de Plan del Río y algunos cerros como el de Telégrafo y Cerro Gordo, su topografía es un plano inclinado de Occidente a Oriente, que une a la montaña con la llanura.

### Hidrografía
Se encuentra regado por varios arroyos y ríos pequeños como: Castillo, Dos Ríos, Plan del Río, Carrizal, El Aguaje, Paso de la Milpa, todos ellos tributarios del río Actopan.

## Naturaleza

### Recursos naturales
Existe un banco de cantera rosa el cual se localiza en Paso Hondo (camino El Lencero-La Tinaja).
En gran parte del territorio municipal, principalmente en la zona baja (desde Rinconada y Buena Vista hasta Palo Gacho y Plan del Río) y en la zona de “La Barranca” (desde Monte Obscuro hasta Palmar de Pérez) existen bancos de piedra propia para la elaboración de cal.
Existe un pozo de PEMEX como reserva (sellado) entre las comunidades de Monte Obscuro y El Palmar.

### Características y uso de suelo
Su suelo es de tipo luvisol y rendzina, el primero presenta acumulación de arcilla en el subsuelo y es susceptible a la erosión; el segundo contiene una capa superficial rica en materia orgánica, es poco profundo y moderadamente susceptible a la erosión. El 75% del territorio municipal es dedicado a la agricultura, un 20% a viviendas, un 3% al comercio y un 2% es destinado a oficinas y espacios públicos.

## Aspectos sociales

### Religión
Tiene una población total mayor de 5 años de 32,006 que se encuentra dividida entre las siguientes religiones: católicos 29,982, protestantes 996, otras 279 y ninguna 646. El municipio tiene celebraciones cívico-religiosas los días 1 al 9 de febrero en que se celebra a la Virgen de la Candelaria como en otros municipios.

### Educación
La educación básica es impartida por 44 planteles de preescolar, 50 de primaria, 22 de secundaria. Además cuenta con 10 instituciones que brindan el bachillerato.

### Salud
En este municipio la atención de servicios médicos es proporcionada por unidades médicas que a continuación se enlistan: 9 de la Secretaría de Salud, 1 del IMSS y uno del ISSSTE.
Cabe señalar que en esta municipalidad se prestan los servicios de consulta externa.

### Vivienda
Acorde a los resultados del censo de 2000, se encontraron edificadas en el municipio 10,715 viviendas, con un promedio de ocupantes por vivienda de 4.15, la mayoría son propias y de tipo fija, los materiales utilizados principalmente para su construcción son el cemento, el tabique, la madera, la lámina. Así como también se utilizan materiales propios de la región como son: teja, lámina de asbesto, cartón y tierra.

### Medios de comunicación
El municipio recibe la señal de 10 estaciones radiodifusoras de AM y 8 de FM, también se recibe la señal de televisión de canales como: Televisa, TV Azteca, RTV, etc. Así mismo circulan medios impresos.
La mayor parte de sus localidades cuentan con servicio Telefónico, Internet (desde 1 mbps hasta 10 mbps), servicio de Televisión de Paga así como con telefonía celular; además de más de 30 oficinas postales y 1 de telégrafos.

### Vías de comunicación
La mayor parte de sus carreteras actualmente estén pavimentadas, o en proceso de pavimentación conformando más de 104.8 km de carretera.Así mismo tiene servicio de terminal de autotransporte de pasajeros de segunda clase en las localidades de Miradores, las Trancas y La Cumbre. Presta el servicio de aeropuerto en el sitio denominado el Lencero.

## Política

### Gobierno municipal
| Erick Ruíz Hernández               |  | 2022 - 2025         |
| Jorge Alberto Mier Acolt           |  | Jul 2018 - Dic 2021 |
| José Manuel Carmona Fernández      |  | Ene - Jul 2018      |
| Daniel Olmos García                |  | 2014 - 2017         |
| Francisco Bobadilla Aguilar        |  | ABR-DIC 2013        |
| Carlos Ernesto Hernández Hernández |  | 2011 - 2013         |
| Fernando Retureta García           |  | 2008 - 2010         |
| Adrián Vázquez Mendoza             |  | 2005 - 2007         |
| José Luis Gómez Hernández          |  | 1998 - 2000         |
| Víctor Hernández Sosa              |  | 1995 - 1997         |
| Ángel Maldonado Landa              |  | 1992 - 1994         |
| Rubén Acosta Ramírez               |  | 1989 - 1991         |
| Bertha Hernández Rodríguez         |  | 1986 - 1988         |
| José Viveros Blanco                |  | 1983 - 1985         |
| Bertha Hernández Rodríguez         |  | 1980 - 1982         |
| Clemente Contreras Velázquez       |  | 1976- 1979          |

## Cultura

### Patrimonio histórico
Dentro de este municipio se encuentra la hacienda El Lencero, construida en el siglo XVI. Funcionó como venta o posada, más tarde perteneció a Antonio López de Santa Anna. En la hacienda se encuentra la casa de las monjas, la iglesia, y la casa principal con mobiliario, cerámica, instrumentos, y utensilios originales de la época.
En Plan del Río, el brigadier venezolano Fernando Miyares y Mancebo construyó una fortificación en un punto prominente de la topografía, para resguardar el tránsito en el camino real y los puentes construidos por el gobierno borbónico del siglo XVIII. El Fortín de Órdenes Militares fue de suma importancia por estar localizado en un paso natural que permite salvar las barrancas y corrientes fluviales de la zona. Por ello, la construcción de este punto resultaba prioritaria y fue concluida en febrero de 1816. A partir de entonces, este punto fue escenario relevante de algunas intervenciones militares debido a las continuas pugnas y conflictos que sufrió el país; en este entorno también se desarrollaron actividades bélicas durante la llamada guerra de los Pasteles, la primera intervención norteamericana (1847), la guerra de Reforma (1857-1860) y el establecimiento del Segundo Imperio (1864-1867).
El inmueble (encomendado a los hermanos Rincón), consta de tres niveles con una planta de forma heptagonal desplantada sobre la roca caliza natural, ligeramente nivelada. Presenta la fisonomía de una robusta torre de casi nueve metros de altura, con muros exteriores en escarpa rematados por almenas, que funcionaban como parapetos y cañoneras. El espacio interior fue utilizado como sótano, bodega de alimentos, polvorín y dormitorio para la tropa; la azotea funcionó como terraza de observación y vigilancia, desde donde puede disfrutarse una espectacular vista panorámica de la región. Las cubiertas eran soportadas por entramados de viguería, cubiertos con losetas de terracota. La única entrada al edificio consistía en un sistema levadizo que se controlaba desde la cúspide del inmueble.
La ventajosa prominencia topográfica del fortín favorecía el alcance de sus cañones, hasta alcanzar ambos accesos del camino real y el entorno de los puentes. Alrededor de la construcción se excavó una trinchera para facilitar y proteger la circulación de las tropas en caso de un posible asalto por fuerzas de infantería.
El monumento militar fue restaurado por investigadores de la Universidad Veracruzana, intervención que obtuvo el Premio INAH (2008) al mejor trabajo de conservación del patrimonio edificado en el país.